# Carl August Danielsson
Carl August Danielsson, född 9 oktober 1838 i Näshults församling, Jönköpings län, död 6 januari 1912 i Nye församling, Jönköpings län, var en svensk hemmansägare och riksdagsman.
Danielsson var ledamot av Sveriges riksdags andra kammare 1901–1911, invald i Östra härads domsagas valkrets.